# Viktor Tilgner

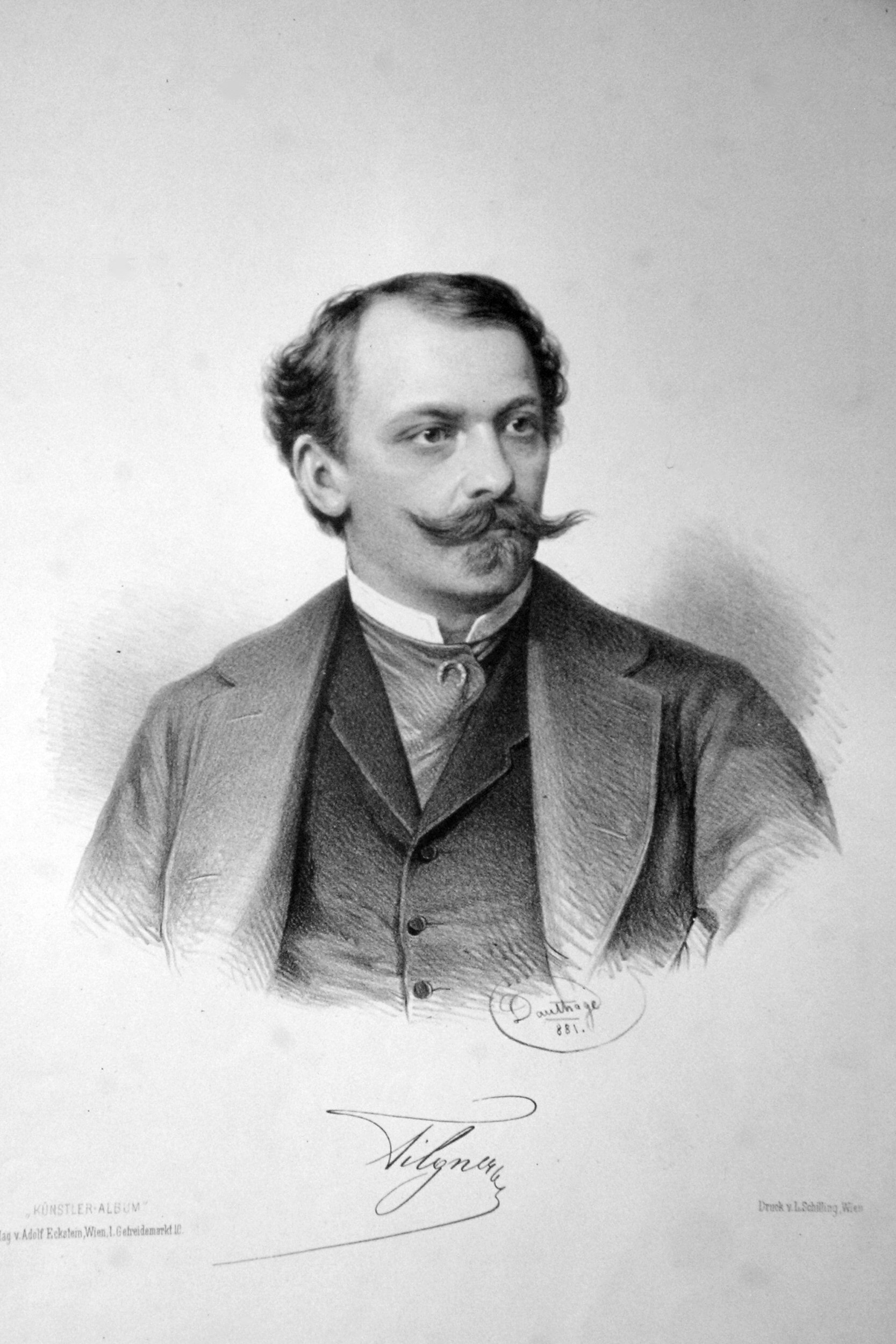
Viktor Tilgner, litografía de Adolf Dauthage (1881)

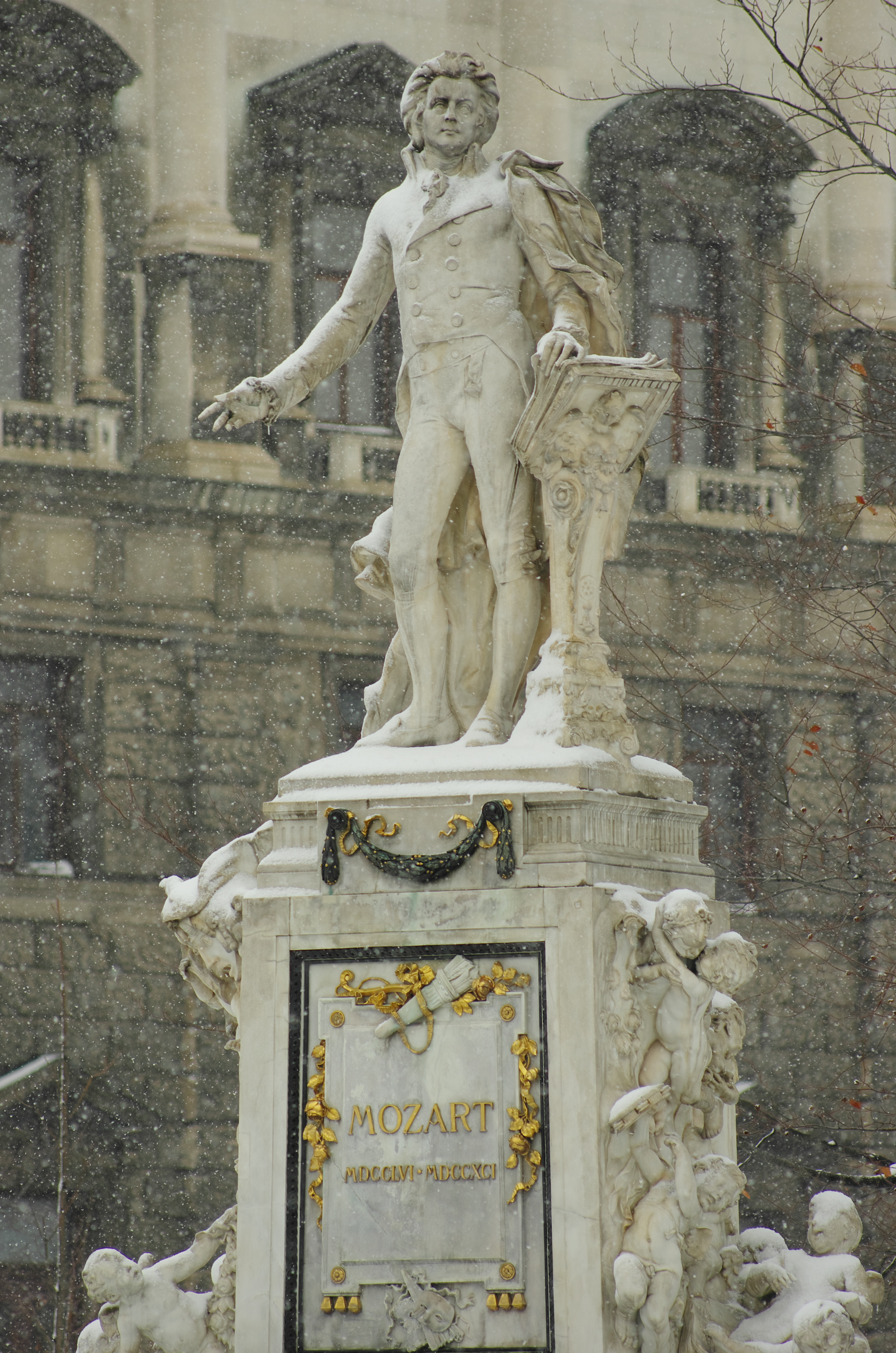
Monumento a Mozart (Viena)

Viktor Oskar Tilgner (Presburgo, 25 de octubre de 1844 – Viena, 16 de abril de 1896) fue un escultor y medallista austríaco.

## Biografía
Viktor Tilgner era el hijo del capitán Carl Tilgner. Cuando era niño, se mudó con su familia a Viena. Su talento pronto fue reconocido por el escultor Franz Schönthaler, quien pasó a ser su primer maestro. Luego, en la Academia de Bellas Artes, estudió con Franz Bauer y Josef Gasser. Más tarde, se interesó por el grabado y trabajó con el medallista Joseph Daniel Böhm. Uno de los estudiantes de Tilgner fue el escultor alemán John Walz.
Perteneció al círculo de artistas en torno al conde Karol Lanckoroński. Durante la Exposición Mundial de Viena de 1873, conoció al escultor francés Gustave Deloye, quien influyó fuertemente en su trabajo. Al año siguiente, viajó a Italia con Hans Makart, cuyo «academicismo realista» también influyó en el estilo de Tilgner. Durante los últimos veinte años de su vida, tuvo un gran estudio en lo que originalmente era un invernadero en el Palacio Schwarzenberg.
A pesar de una larga afección cardíaca y de un dolor recurrente en el pecho, pasó un día extenuante trabajando en su monumento a Mozart para terminarlo a tiempo. Murió de un ataque al corazón a la mañana siguiente. A menudo considerado como su mayor trabajo, el monumento fue presentado unos días después de su muerte. La mayor parte de su patrimonio fue legado a su ciudad natal y ahora se exhibe en la Galería de la Ciudad de Bratislava. 

## Selección de obras
- Estatua de Leopoldo V, duque de Austria en el Museo de Historia Militar de Viena
- Estatua de Pedro Pablo Rubens en el Künstlerhaus
- Estatuas en el Museo de Historia del Arte de Viena: Christian Daniel Rauch, Peter von Cornelius y Moritz von Schwind.
- Estatuas en el Museo de Historia Natural de Viena: Alexander von Humboldt, Leopold von Buch, Isaac Newton y Carlos Linneo.
- Estatuas en el edificio del Parlamento austríaco: Arquímedes, Marco Terencio Varrón, Homero y Fidias.
- Figuras en el Burgtheater: Don Juan, Phaidra, Falstaff, Hanswurst, William Shakespeare, Pedro Calderón de la Barca, Molière, Gotthold Ephraim Lessing, Johann Wolfgang von Goethe, Friedrich Schiller, Friedrich Hebbel, Franz Grillparzer y Karl Felix Halm.
- Monumento a Josef Werndl, Steyr
- Monumento a Anton Bruckner en el Stadtpark. Debido al vandalismo, la figura femenina fue retirada y reemplazada por un simple pedestal.
- Monumento a Johann Nepomuk Hummel, Bratislava
- Monumento al Dr. Johann Nepomuk Prix, Cementerio central de Viena (grupo 14 A, Nr. 55)
- Monumento funerario a los pintores Leopold Müller y August von Pettenkofen, Cementerio central de Viena (grupo 14 A , Nr. 29)
- Monumento a Franz Liszt, Ödenburg

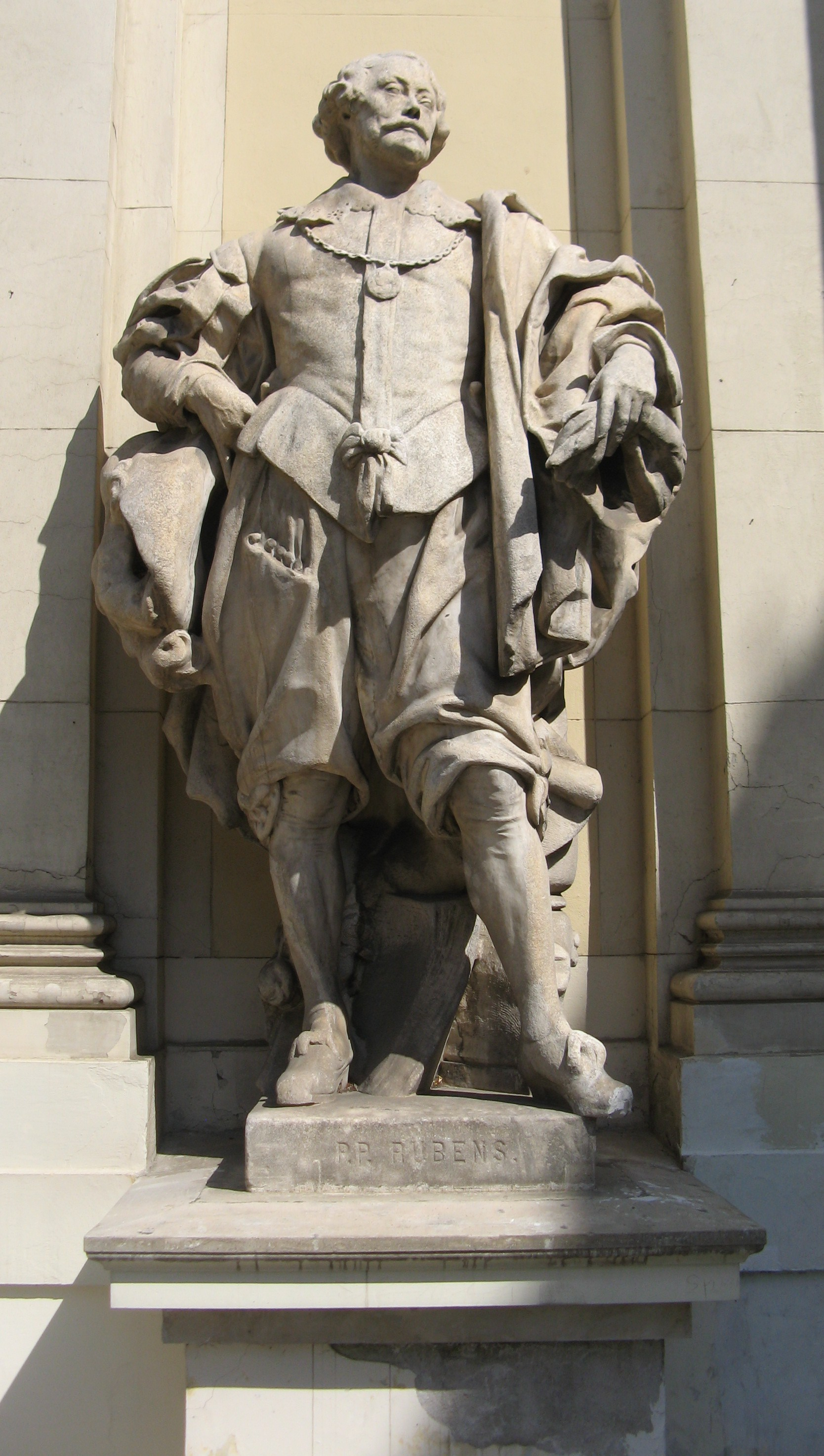
Pedro Pablo Rubens
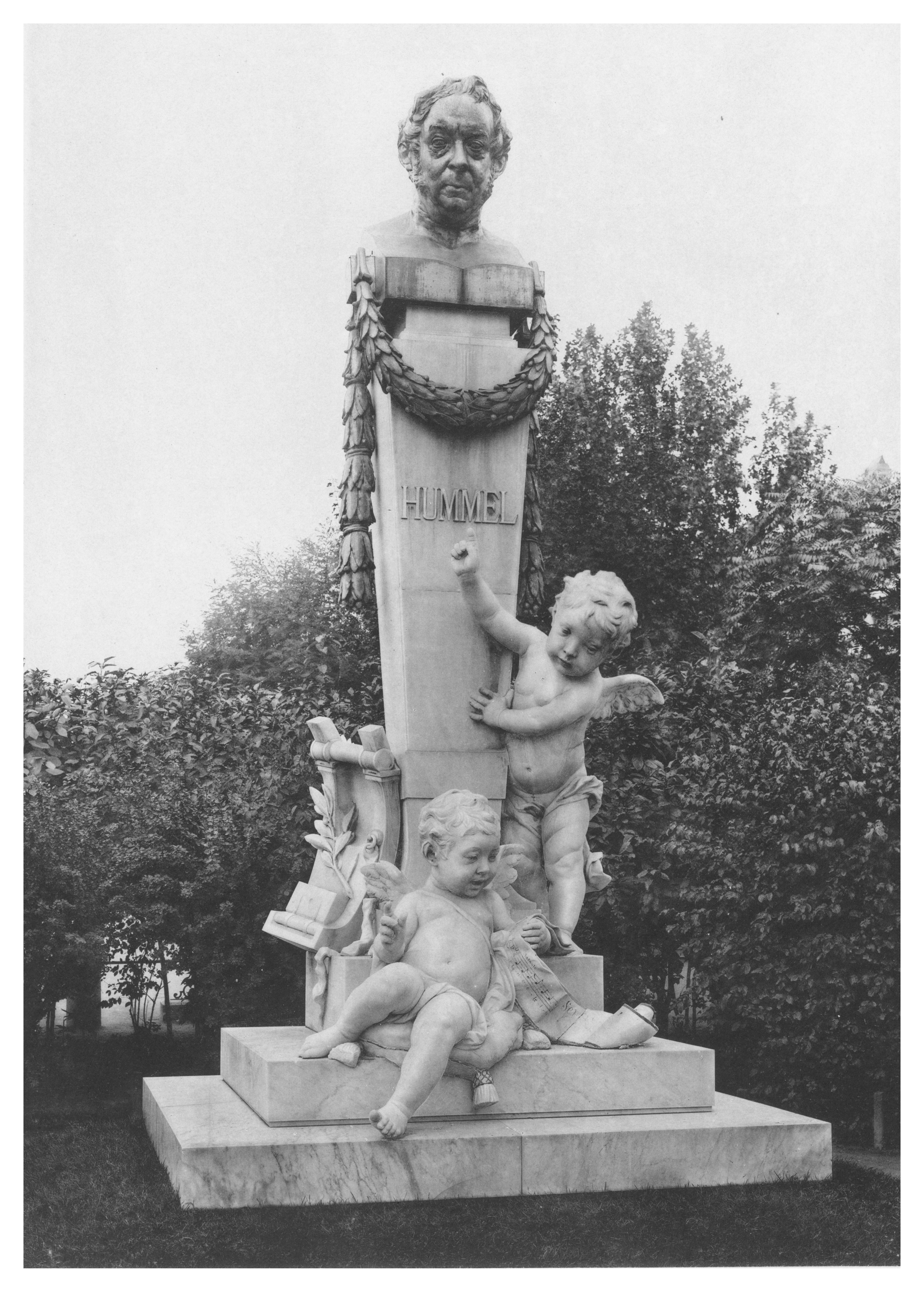
Monumento a Hummel
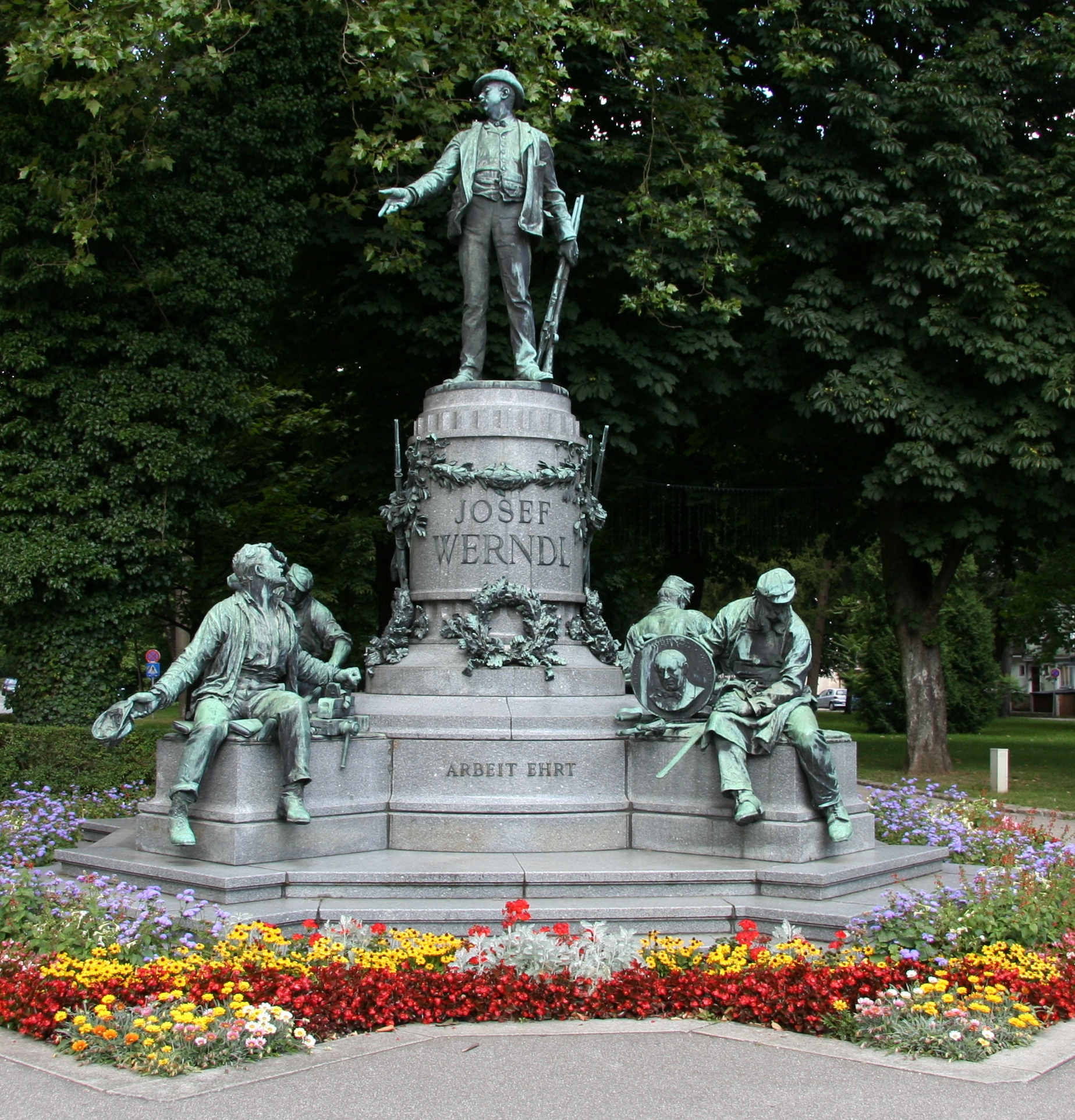
Monumento a Werndl
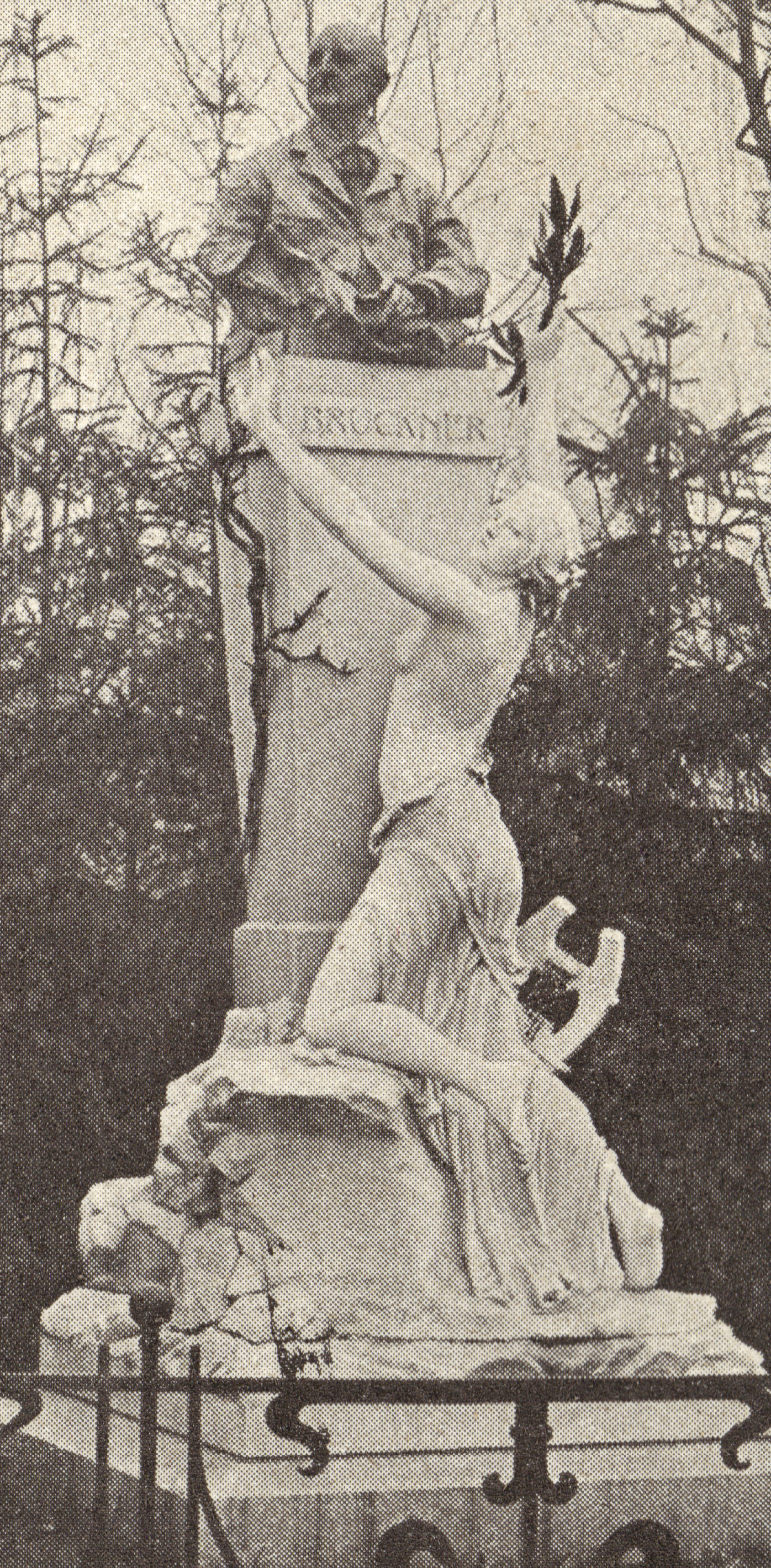
Monumento a Bruckner, versión original
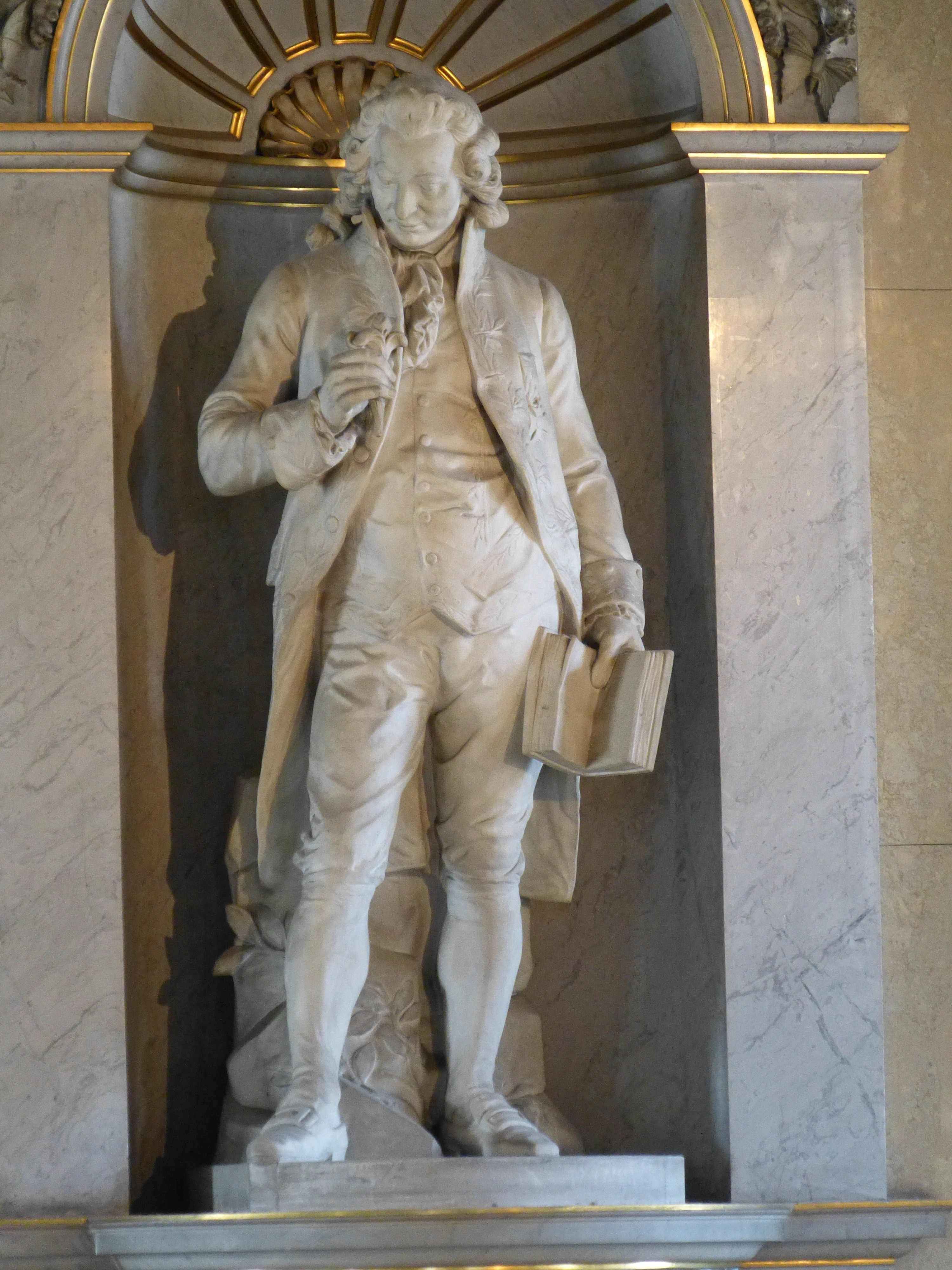
Carlos Linneo
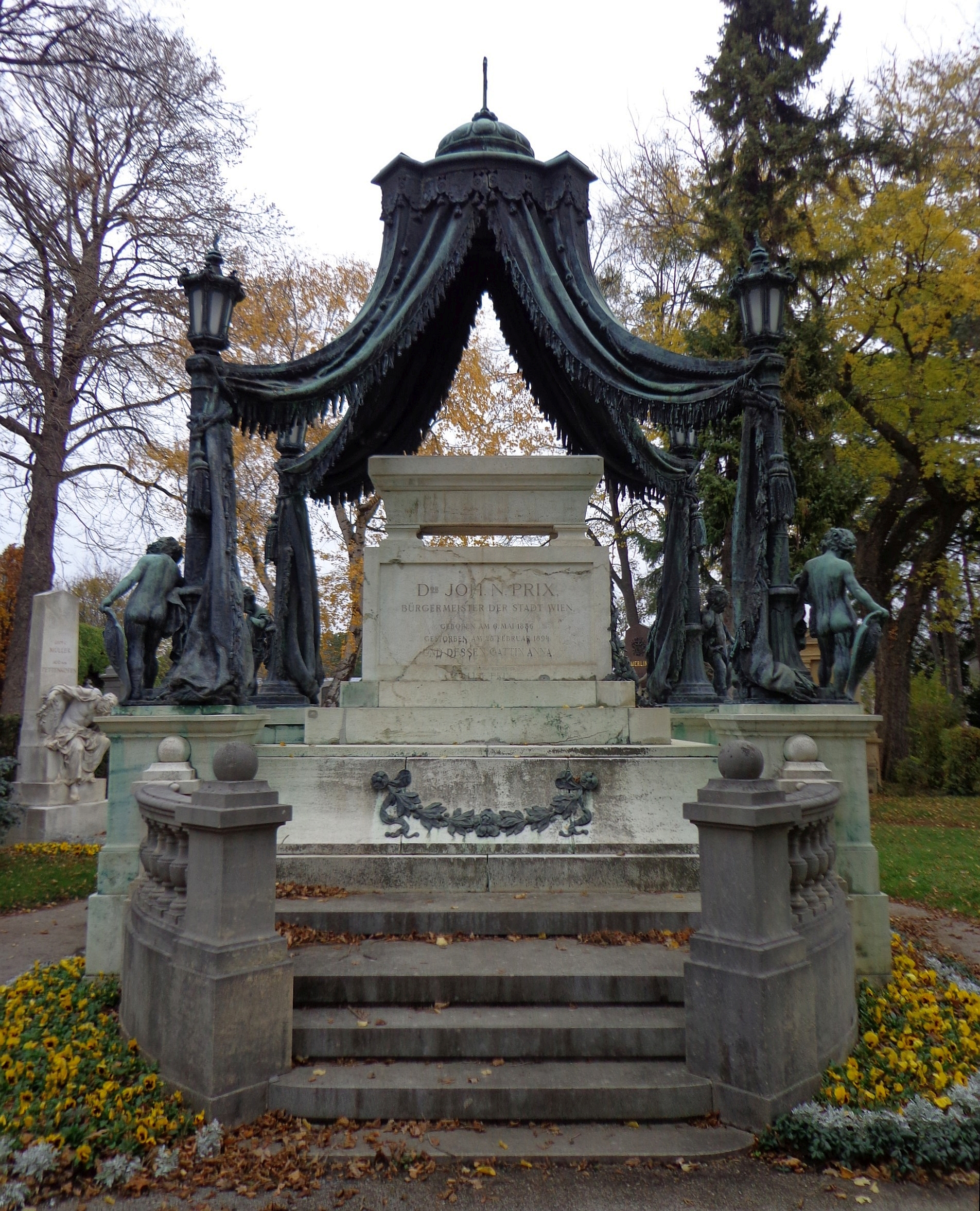
Monumento a Johann Nepomuk Prix